# Leichtathletik-Südamerikameisterschaften 1929
Die VI. Leichtathletik-Südamerikameisterschaften fanden vom 5. bis zum 10. Mai in Lima statt, wobei Peru erstmals als Veranstalter auftrat. Alle vorherigen Meisterschaften hatten im April stattgefunden.
Während die Uruguayer diesmal fehlten, waren erstmals Sportler aus Bolivien am Start, sie konnten aber keine Medaille gewinnen. Die Mannschaftswertung gewann das argentinische Team mit 78 Punkten vor den Chilenen mit 50 Punkten und Peru mit 4 Punkten. Erfolgreichster Athlet war der argentinische Sprinter Hérnan Spinassi mit drei Titeln einschließlich der Staffel.

## Männerwettbewerbe

### 100-Meter-Lauf Männer
| Platz | Athlet                | Land | Zeit   |
| ----- | --------------------- | ---- | ------ |
| 1     | Hérnan Spinassi       | ARG  | 10,7 s |
| 2     | Carlos Bianchi        | ARG  |        |
| 3     | Juan Carlos Ure Aldao | ARG  |        |

Finale: 7. Mai

### 200-Meter-Lauf Männer
| Platz | Athlet                | Land | Zeit   |
| ----- | --------------------- | ---- | ------ |
| 1     | Hérnan Spinassi       | ARG  | 21,9 s |
| 2     | José Vicente Salinas  | CHI  |        |
| 3     | Juan Carlos Ure Aldao | ARG  |        |

Finale: 6. Mai

### 400-Meter-Lauf Männer
| Platz | Athlet               | Land | Zeit   |
| ----- | -------------------- | ---- | ------ |
| 1     | José Vicente Salinas | CHI  | 49,0 s |
| 2     | Santiago Hintze      | ARG  | 49,4 s |
| 3     | Ernesto Riveros      | CHI  |        |

Finale: 7. Mai

### 800-Meter-Lauf Männer
| Platz | Athlet                 | Land | Zeit       |
| ----- | ---------------------- | ---- | ---------- |
| 1     | Leopoldo Ledesma       | ARG  | 1:55,2 min |
| 2     | Hermenegildo Del Rosso | ARG  |            |
| 3     | Ernesto Medel          | CHI  |            |

Finale: 8. Mai

### 1500-Meter-Lauf Männer
| Platz | Athlet           | Land | Zeit       |
| ----- | ---------------- | ---- | ---------- |
| 1     | Leopoldo Ledesma | ARG  | 4:01,0 min |
| 2     | Ernesto Medel    | CHI  |            |
| 3     | Roger Ceballos   | ARG  |            |

Finale: 5. Mai

### 5000-Meter-Lauf Männer
| Platz | Athlet            | Land | Zeit        |
| ----- | ----------------- | ---- | ----------- |
| 1     | Belisario Alarcón | CHI  | 15:44,8 min |
| 2     | Lindor Pizarro    | CHI  |             |
| 3     | Pedro Pérez       | CHI  |             |

Finale: 6. Mai

### 10.000-Meter-Lauf Männer
| Platz | Athlet             | Land | Zeit        |
| ----- | ------------------ | ---- | ----------- |
| 1     | José Ribas         | ARG  | 32:10,4 min |
| 2     | Fernando Cicarelli | ARG  |             |
| 3     | Juan Bravo         | CHI  |             |

Finale: 5. Mai

### Crosslauf Männer
| Platz | Athlet             | Land | Zeit |
| ----- | ------------------ | ---- | ---- |
| 1     | Belisario Alarcón  | CHI  |      |
| 2     | Arturo Velert      | ARG  |      |
| 3     | Fernando Cicarelli | ARG  |      |

Finale: 7. Mai

### 110-Meter-Hürdenlauf Männer
| Platz | Athlet           | Land | Zeit   |
| ----- | ---------------- | ---- | ------ |
| 1     | Valerio Vallanía | ARG  | 15,3 s |
| 2     | Alfredo Ugarte   | CHI  | 15,4 s |
| 3     | Evaristo Gomes   | PER  |        |

Finale: 5. Mai

### 400-Meter-Hürdenlauf Männer
| Platz | Athlet         | Land | Zeit   |
| ----- | -------------- | ---- | ------ |
| 1     | Pedro Gálvez   | PER  | 55,2 s |
| 2     | Juan Acosta    | ARG  | 55,4 s |
| 3     | Juan Figueiras | ARG  |        |

Finale: 8. Mai
Gálvez war der erste peruanische Südamerikameister.

### 4-mal-100-Meter-Staffel Männer
| Platz | Athleten                                                          | Land | Zeit   |
| ----- | ----------------------------------------------------------------- | ---- | ------ |
| 1     | Hérnan Spinassi Juan Gagliardi Gaston Pagés Juan Carlos Ure Aldao | ARG  | 42,2 s |
| 2     | Fernando Ordoñes Somot Ricardo García Pedro Gálvez                | PER  | 43,2 s |
| 3     | Viollo Rosas Miquel Juan Gutiérrez                                | CHI  |        |

Finale: 7. Mai

### 4-mal-400-Meter-Staffel Männer
| Platz | Athleten                                                   | Land | Zeit       |
| ----- | ---------------------------------------------------------- | ---- | ---------- |
| 1     | Juan Gutiérrez Guillermo Godoy Scachi José Vicente Salinas | CHI  | 3:22,4 min |
| 2     | Salas Juan Acosta Roberto Genta Santiago Hintze            | ARG  |            |
| 3     | Pedro Gálvez Souza Valdes Maya                             | PER  |            |

Finale: 8. Mai

### 3000-Meter-Mannschaftslauf Männer
| Platz | Athlet                                                                  | Land | Zeit |
| ----- | ----------------------------------------------------------------------- | ---- | ---- |
| 1     | José Ribas A. Alonso Nieasio Santucho Juan Carlos Zabala Roger Caballos | ARG  |      |
| 2     | Belisario Alarcón NN NN                                                 | CHI  |      |
| 3     |                                                                         |      |      |

Finale: 5. Mai
Schnellster Läufer war Alarcón in 8:51,0 Minuten.

### Hochsprung Männer
| Platz | Athlet           | Land | Höhe   |
| ----- | ---------------- | ---- | ------ |
| 1     | Valerio Vallanía | ARG  | 1,80 m |
| 2     | Luis Garay       | CHI  | 1,80 m |
| 3     | Pablo Riesen     | ARG  | 1,75 m |

Finale: 5. Mai

### Stabhochsprung Männer
| Platz | Athlet           | Land | Höhe   |
| ----- | ---------------- | ---- | ------ |
| 1     | Diego Pajmaevich | ARG  | 3,80 m |
| 2     | Adolfo Schlegel  | CHI  | 3,70 m |
| 3     | Alfredo Escobedo | ARG  | 3,70 m |

Finale: 6. Mai

### Weitsprung Männer
| Platz | Athlet         | Land | Weite   |
| ----- | -------------- | ---- | ------- |
| 1     | Juan Moura     | CHI  | 6,87 m  |
| 2     | Pedro Aizcorbe | ARG  | 6,74 m  |
| 3     | Carlos Butti   | ARG  | 6,625 m |

Finale: 8. Mai

### Dreisprung Männer
| Platz | Athlet            | Land | Weite    |
| ----- | ----------------- | ---- | -------- |
| 1     | Luis Brunetto     | ARG  | 14,77 m  |
| 2     | Ricardo Mendiburo | CHI  | 14,45 m  |
| 3     | Pedro Aizcorbe    | ARG  | 14,265 m |

Finale: 7. Mai

### Kugelstoßen Männer
| Platz | Athlet          | Land | Weite    |
| ----- | --------------- | ---- | -------- |
| 1     | Kurt Pollack    | CHI  | 13,225 m |
| 2     | Héctor Benapres | CHI  | 12,765 m |
| 3     | Guillermo Otto  | CHI  | 12,635 m |

Finale: 5. Mai

### Diskuswurf Männer
| Platz | Athlet              | Land | Weite    |
| ----- | ------------------- | ---- | -------- |
| 1     | Héctor Benapres     | CHI  | 41,635 m |
| 2     | Pedro Elsa          | ARG  | 41,44 m  |
| 3     | Arístides Domínguez | ARG  | 40,63 m  |

Finale: 6. Mai

### Hammerwurf Männer
| Platz | Athlet          | Land | Weite    |
| ----- | --------------- | ---- | -------- |
| 1     | Federico Kleger | ARG  | 49,565 m |
| 2     | Alfredo Wismer  | ARG  | 46,55 m  |
| 3     | Ricardo Bayer   | CHI  | 46,415 m |

Finale: 7. Mai

### Speerwurf Männer
| Platz | Athlet            | Land | Weite    |
| ----- | ----------------- | ---- | -------- |
| 1     | Tomás Medina      | CHI  | 53,31 m  |
| 2     | Antonio Medvesigh | ARG  | 51,76 m  |
| 3     | F. Vega           | CHI  | 49,515 m |

Finale: 8. Mai

### Zehnkampf Männer
| Platz | Athlet                 | Land | Punkte   |
| ----- | ---------------------- | ---- | -------- |
| 1     | Héctor Berra           | ARG  | 6511,335 |
| 2     | Santiago León Amatrián | ARG  | 6264,330 |
| 3     | Fernando Primard       | CHI  | 6075,000 |

## Frauenwettbewerbe
Frauenwettbewerbe wurden bei der Südamerikameisterschaft erst ab 1939 ausgetragen.

## Medaillenspiegel
| Medaillenspiegel Endstand nach 22 Entscheidungen | Medaillenspiegel Endstand nach 22 Entscheidungen | Medaillenspiegel Endstand nach 22 Entscheidungen | Medaillenspiegel Endstand nach 22 Entscheidungen | Medaillenspiegel Endstand nach 22 Entscheidungen | Medaillenspiegel Endstand nach 22 Entscheidungen |
| Platz                                            | Land                                             | Gold                                             | Silber                                           | Bronze                                           | Gesamt                                           |
| ------------------------------------------------ | ------------------------------------------------ | ------------------------------------------------ | ------------------------------------------------ | ------------------------------------------------ | ------------------------------------------------ |
| 1                                                | Argentinien                                      | 13                                               | 12                                               | 10                                               | 35                                               |
| 2                                                | Chile                                            | 8                                                | 9                                                | 9                                                | 26                                               |
| 3                                                | Peru                                             | 1                                                | 1                                                | 2                                                | 4                                                |